# Ufficio federale del personale
L’Ufficio federale del personale (UFPER) (tedesco Eidgenössisches Personalamt EPA, francese Office fédéral du personnel OFPER, romancio Uffizi federal da persunal UFPER) è un’autorità federale della Confederazione Svizzera.
L’UFPER è un ufficio federale del Dipartimento federale delle finanze (DFF).

## Compiti
L’Ufficio federale del personale è responsabile della politica del personale dell’Amministrazione federale svizzera. Esso sviluppa le basi e gli strumenti per la gestione, lo sviluppo e il coordinamento del personale dell’Amministrazione federale, che conta 38 000 collaboratori. 
I compiti dell’Ufficio federale del personale sono i seguenti. 
- Preparare gli affari del Consiglio federale
- Consigliare i dipartimenti e le unità amministrative nell’attuazione della politica del personale
- Elaborare il diritto in materia di personale e il sistema salariale
- Gestire le spese per il personale della Confederazione sulla base di strumenti e direttive applicati a livello federale
- Redigere rapporti sulla base del controlling e della gestione del personale destinati a diverse autorità (Consiglio federale, Parlamento ecc.)
- Analizzare il mercato del lavoro, definire l’employer branding e gestire il reclutamento del personale
- Gestire le offerte di formazione e formazione continua per tutti i collaboratori dell’Amministrazione federale
- Elaborare gli strumenti per lo sviluppo del personale e dei quadri
- Coordinare la formazione professionale di base all’interno dell’Amministrazione federale
- Garantire il principio delle pari opportunità tra il personale federale: la parità tra i sessi, la gestione delle generazioni, il pluralismo, il multiculturalismo e l’integrazione dei disabili
- Sviluppare e gestire i sistemi centralizzati di informazione concernenti il personale dell’Amministrazione federale
- Svolgere compiti centralizzati inerenti al servizio del personale per gli uffici del Dipartimento federale delle finanze (DFF)
- Assicurare la gestione della salute in azienda per l’Amministrazione federale
- Assicurare l’informazione dei collaboratori dell’Amministrazione federale
- Garantire la comunicazione esterna e curare le relazioni con i mass media e il pubblico
- Curare le relazioni con i partner sociali
- Offrire un servizio aziendale specializzato di consulenza per i collaboratori, i superiori e gli specialisti delle risorse umane dell’Amministrazione federale (Consulenza sociale del personale dell’Amministrazione federale CSPers)

## Organizzazione
L’Ufficio federale del personale (UFPER) è composto da tre settori d’attività e dalla direzione. All’UFPER è aggregato amministrativamente anche l’Organo di mediazione per il personale federale.

### Direzione
- Stato maggiore e comunicazione
- Servizio giuridico
- Servizio del personale
- Consulenza sociale del personale dell'Amministrazione federale

### Sviluppo delle basi e Centro di formazione
- Progetti di politica del personale e diversità
- Marketing del personale e salute
- Formazione e perfezionamento dei collaboratori
- Formazione e perfezionamento in informatica
- Formazione e perfezionamento di quadri e specialisti RU
- Formazione professionale di base
- Servizio specializzato e-learning

### Gestione del personale e controlling
- Gestione del personale e preventivazione
- Controlling del personale
- Gestione delle retribuzioni
- Servizio finanziario

### Gestione dei dati del personale e servizi centrali
- Centro di competenza Risorse umane (CCHR)
- Centro Prestazioni di servizi Personale DFF (CPS Pers DFF)
- Service Center
- Gestione e sicurezza dell’integra-zione IT